# Regula Kägi-Diener
Regula Kägi-Diener (* 1950) ist eine Schweizer Juristin, erste Präsidentin des Berufsverbands Juristinnen Schweiz und emeritierte Professorin für Öffentliches Recht an der Universität St. Gallen.

## Werdegang
Regula Kägi-Diener wurde 1950 geboren. 1969–1973 studierte sie an der Universität Zürich Rechtswissenschaft. 1976 erlangte sie das Zürcher Anwaltspatent. Von 1978 bis 1980 war sie als Bundesgerichtsschreiberin und von 1980 bis 1990 in der kantonalen Verwaltung tätig. 1998 übernahm sie den Lehrstuhl für Öffentliches Recht als Titularprofessorin der Universität St. Gallen.
Seit 1992 ist sie selbständige Rechtsberaterin und publiziert regelmässig. 1994 übernahm Kägi-Diener die Geschäftsführung der Prof. Walther Hug-Stiftung für die Förderung der rechtswissenschaftlichen Forschung. 2001 wurde sie Mitglied der Eidgenössischen Rekurskommission für die Forschungsförderung. Bei der Gründung des Berufsverbands Juristinnen Schweiz - Femmes Juristes Suisse - Women Lawyers Switzerland wurde sie 2001 zur ersten Vereinspräsidentin gewählt und ist heute Ehrenpräsidentin des Vereins.